# Sematophyllaceae
Sematophyllaceae, biljna porodica pleurokarpnih mahovina rasprostranjenih diljem svijeta. Pripada redu Hypnales. Sastoji se od preko 800 vrsta unutar pedesetak rodova. Ova porodica obično poznata kao “lisnate mahovine”, sastoji se prvenstveno od kopnenih mahovina koje se nalaze u različitim staništima. Porodica pokazuje nevjerojatnu prilagodljivost i raznolikost. Ove su mahovine obično male i zelene, tvore guste tepihe ili jastuke na šumskom tlu ili na stijenama u vlažnom okruženju. Njihova tendencija da napreduju u izazovnim okruženjima čini ih kritičnim dijelom ekosustava.
Porodica je opisana u Die Natürlichen Pflanzenfamilien 1(3): 706. 1905. 

## Etimologija
Naziv Sematophyllaceae dolazi od grčkih riječi "sema", što znači "znak", i "phyllon", što znači "list". Ova nomenklatura ističe karakteristične strukture lista koje prevladavaju u ovoj porodicik mahovina, a koje mogu poslužiti kao pokazatelji okolišnih uvjeta. 

## Opis

### Fizičke karakteristike
Mahovine iz porodice Sematophyllaceae obično pokazuju nekoliko prepoznatljivih fizičkih osobina. Karakterizira ih mala veličina i gusto lisnato lišće. Jedna od najznačajnijih značajki su njihovi listovi, koji su obično spiralno raspoređeni oko stabljike i mogu varirati u obliku od izduženog do jajastog. Boja ovih mahovina je pretežno zelena, ali neke vrste mogu pokazivati nijanse žute ili smeđe, ovisno o njihovom zdravlju i okolišnim uvjetima.

### Prepoznatljive osobine
Prepoznatljive osobine su gust izgled poput tepiha na podlogama kao što su zemlja, drvo ili kamen. Listovi dugi 1-2 mm, često hrskave teksture. Rubovi listova koji su često nazubljeni, daju prepoznatljive obrubljene rubove. Snažno uvijeni i čvrsto zbijeni listovi koji daju šiljast izgled kada su suhi.

## Ekološki značaj
Igrajući značajnu ulogu u formiranju tla, zadržavanju vlage i osiguravanju skloništa za mikroorganizme. Formirajući guste prostirke, ove mahovine mogu smanjiti eroziju usporavajući otjecanje vode i stabilizirajući tlo. Osim toga, oni pružaju stanište za razne male beskralješnjake, koji su pak izvori hrane za veće životinje.

## Preferirana klima i tlo
Članovi obitelji Sematophyllaceae preferiraju vlažne uvjete i obično se nalaze u vlažnim okruženjima, poput umjerenih listopadnih šuma i prašuma. Uspijevaju u zasjenjenim područjima i često ih se vidi na šumskom tlu, na drveću ili čak na stijenama. Sematophyllaceae općenito preferiraju kisela tla, gdje mogu učinkovitije apsorbirati hranjive tvari. Njihova tolerancija na različite stupnjeve vlage čini ih otpornim dijelom krajolika.

## Rast i razmnožavanje
Mahovine Sematophyllaceae obično se razmnožavaju i spolno i nespolno. Proces spolne reprodukcije uključuje proizvodnju sporofita, koji rastu iz gametofita i na kraju oslobađaju spore u okoliš. Nespolno razmnožavanje događa se kroz fragmentaciju, gdje se dijelovi mahovine odlome i mogu uspostaviti na novim mjestima. Ta im prilagodljivost omogućuje brzo naseljavanje novih područja, osobito u poremećenim staništima.

## Rasprostranjenost
Sematophyllaceae su globalno rasprostranjene, ali se najčešće nalaze u umjerenim područjima svijeta. Uspjevaju u zemljama s vlažnom klimom, kao što je pacifički sjeverozapad Sjedinjenih Država, dijelovi Europe i regije jugoistočne Azije. Njihova sposobnost naseljavanja različitih okoliša značajno pridonosi njihovom širokom prirodnom rasprostranjenju.

## Uobičajeni štetnici i bolesti
Iako su Sematophyllaceae općenito robusne, nisu neranjive na štetočine i bolesti. Uobičajene prijetnje uključuju gljivične infekcije koje mogu dovesti do rasta ili propadanja plijesni. Na mahovine također mogu utjecati invazivne vrste koje ih nadmašuju za resurse. Nadalje, nagle promjene uvjeta okoliša, poput dugotrajne suše ili ekstremne vrućine, mogu oštetiti ove osjetljive biljke.

## Ljudska upotreba
Ljudi su tijekom povijesti nalazili različite namjene za mahovine Sematophyllaceae. Često se koriste u vrtlarstvu i uređenju krajolika kao biljke koje pokrivaju tlo, pridonoseći zadržavanju vlage u tlu. Osim toga, određene se vrste mogu pronaći u cvjetnoj industriji, a koriste se u aranžmanima zbog svoje estetske privlačnosti. U nekim se kulturama mahovina koristila zbog svojih upijajućih svojstava, služeći kao prirodni materijal za pakiranje ili čak kao izolacija.

## Status zaštite
Dok su mnoge vrste unutar porodice Sematophyllaceae široko rasprostranjene, neke se suočavaju s prijetnjama gubitka staništa zbog krčenja šuma i urbanizacije. Ovaj gubitak staništa može ozbiljno utjecati na njihovu populaciju. Napori za očuvanje bitni su za zaštitu njihovih prirodnih staništa i održavanje bioraznolikosti u ekosustavima u kojima uspijevaju.
Zanimljive činjenice
Neke vrste mogu preživjeti isušivanje, učinkovito ulazeći u stanje mirovanja dok se uvjeti ne poprave. Utvrđeno je da apsorbiraju teške metale iz tla, djelujući kao prirodni filtri i poboljšavajući zdravlje tla. U nekim se kulturama vjeruje da mahovine donose sreću i koriste se u tradicionalnim običajima.

## Novija istraživanja
Na temelju molekularnih i morfoloških dokaza, Sematophyllaceae s.l. dalje su podijeljeni u šest potporodica, Taxithelioideae, Isopterygoideae, Pylaisiadelphoideae, Aptychelloideae, Platygyrioideae i Sematophylloideae. Taxithelioideae je uspostavljena za smještaj Taxithelium, Taxitheliella i Vernieri; Isopterygoideae je uspostavljen za smještaj Isopterygium i Yakushimabryum; Pylaisiadelphoideae je novoopisan za smještaj Brotherella, Pylaisiadelpha i Orientobryum; Aptychelloideae je uspostavljena za smještaj Aptychella; Platygyrioideae je privremeno uspostavljena za smještaj Clastobryella, Clastobryum, Gammiella, Platygyrium i Trachyphyllum; Sematophylloideae je uskrsnuo kako bi se smjestili Sematophyllaceae s.str., i Isocladiella, Isocladiellopsis, Mastopoma, Heterophyllium, Pseudotrismegistia, Trismegistia i Wijkia se prenose u nju. 

## Rodovi
1. Acanthocladiella M. Fleisch.
2. Acanthorrhynchium M. Fleisch.
3. Acritodon H. Rob.
4. Acroporiites J.-P. Frahm
5. Acroporium Mitt.
6. Allioniellopsis Ochyra
7. Aptychella (Broth.) Herzog
8. Aptychopsis (Broth.) M. Fleisch.
9. Aptychus (Müll. Hal.) Müll. Hal.
10. Billbuckia Pócs
11. Brittonodoxa W.R. Buck, P.E.A.S. Câmara & Carv.-Silva
12. Brotherella Loeske ex M. Fleisch.
13. Cephalocladium Laz.
14. Chionostomum Müll. Hal.
15. Clastobryella M. Fleisch.
16. Clastobryophilum M. Fleisch.
17. Clastobryopsis M. Fleisch.
18. Clastobryum Dozy & Molk.
19. Colobodontium Herzog
20. Donnellia Austin
21. Foreauella Dixon & P. de la Varde
22. Gammiella Broth.
23. Hageniella Broth.
24. Heterophyllium (Schimp.) Müll. Hal. ex Kindb.
25. Heterophyllon Kindb.
26. Horridohypnum W.R. Buck
27. Hydropogon Brid.
28. Isocladiellopsis B.C. Tan, T.J. Kop. & D.H. Norris
29. Kuerschneria Ochyra & Bedn.-Ochyra
30. Leptorrhyncho-hypnum Hampe
31. Ligulina Müll. Hal.
32. Limnobiella (Müll. Hal.) Müll. Hal.
33. Macrohymenium Müll. Hal.
34. Maguireella W.R. Buck
35. Mahua W.R. Buck
36. Mastopoma Cardot
37. Meiotheciella B.C. Tan, W.B. Schofield & H.P. Ramsay
38. Meiotheciopsis Broth.
39. Meiothecium Mitt.
40. Microcalpe (Mitt.) W.R. Buck
41. Neacroporium Z. Iwats. & Nog.
42. Neohypnella E.B. Bartram
43. Palisadula Toyama
44. Papillidiopsis (Broth.) W.R. Buck & B.C. Tan
45. Paranapiacabaea W.R. Buck & Vital
46. Pilosimitra B.C. Tan & G. Dauphin
47. Potamium Mitt.
48. Pseudohypnella (Broth.) M. Fleisch.
49. Pseudopiloecium E.B. Bartram
50. Pseudotrismegistia H. Akiyama & H. Tsubota
51. Pterogonidium Müll. Hal.
52. Pterogoniella Schimp. ex Broth.
53. Pterogoniopsis Müll. Hal.
54. Pungentella Müll. Hal.
55. Pylaisiopsis (Broth.) Broth.
56. Radulina W.R. Buck & B.C. Tan
57. Rhaphidorrhynchium Besch. ex M. Fleisch.
58. Rhaphidorrhynchum (Schimp. ex Mitt.) Mitt.
59. Rhaphidostichum M. Fleisch.
60. Schraderella Müll. Hal.
61. Schraderobryum M. Fleisch.
62. Schroeterella Herzog
63. Sematophyllites J.-P. Frahm
64. Sematophyllum Mitt.
65. Sigmatella (Müll. Hal.) Müll. Hal.
66. Struckia Müll. Hal.
67. Taxithelium Spruce ex Mitt.
68. Timotimius W.R. Buck
69. Trichosteleum Mitt.
70. Trismegistia (Müll. Hal.) Müll. Hal.
71. Tristichella Dixon
72. Trolliella Herzog
73. Vitalia P.E.A.S. Câmara, Carv.-Silva & W.R. Buck
74. Warburgiella Müll. Hal.
75. Wijkia H.A. Crum
76. Wijkiella Bizot & Lewinsky

## Sinonimi
- Hydropogonaceae W.H.Welch
- Macrohymeniaceae Kiaer

## Vanjske poveznice
- GBIF, Sematophyllaceae
- Flora of North America
- Sematophyllaceae
- NZ Flora, Sematophyllaceae Broth.